# Serifos
Serifos (Grieks: Σέριφος) is een eiland en gemeente (dimos), welke behoort tot de eilandengroep van de westelijke Cycladen, gelegen in het westen van de Egeïsche Zee in de Griekse bestuurlijke regio (periferia) Zuid-Egeïsche Eilanden.
Het eiland heeft een oppervlakte van 70 km² en een inwoneraantal van ca. 1200.

## Algemeen
Serifos is ontstaan uit het Griekse woord "sterfos" en dat betekent dor en onvruchtbaar maar dit eiland is het absoluut niet. Dit eiland heeft heel veel groen en water. In het verleden zijn hier zelfs ijzer en goud gedolven.
Serifos lijkt van afstand een rots midden in de zee als men met de boot nadert, maar het heeft naar zeggen de beste zandstranden van de Cycladen.
Het is een rustig eiland en geschikt voor wandelaars. Chora of Serifos is de hoofdstad van het eiland en is op een steile berg gebouwd. Aan de oostelijke zijde van het eiland ligt de haven van Livadi.
Muurschilderingen zijn te zien bij het dorp Galani, geheten "Moni Taxiarchon".
Dit is tevens het eiland waar, volgens de klassieke mythologie, Perseus en zijn moeder Danae aanspoelden, nadat ze door koning Akrisios (vader van Danae) in een kist in zee waren gegooid, in de hoop ze nooit meer terug te zien. Alvorens Perseus Medusa onthoofdde, verbleven ze hier.

## Stranden
Enkele stranden op Serifos zijn;
- Sikamia
- Koutalas
- Agios Ioannis
- Psili Ammos
- Agios Sostis
- Mega Livadi